# Tritão-de-crista-italiano
O tritão-de-crista-italiano (Triturus carnifex) é uma espécie de anfíbio caudado pertencente à família Salamandridae. A espécie é nativa da Itália, Albânia, Áustria, Bósnia e Herzegovina, Croácia, República Checa, Hungria, Grécia, Macedônia do Norte, Sérvia, Montenegro e Eslovênia. Juntamente com o tritão-de-crista, o tritão-de-crista-do-danúbio e o Triturus karelinii formam a superespécie dos tritões-de-crista.